# Notholca kozhovi
Notholca kozhovi är en hjuldjursart som beskrevs av Vasilieva och Ludmila A. Kutikova 1969. Notholca kozhovi ingår i släktet Notholca och familjen Brachionidae. Inga underarter finns listade i Catalogue of Life.